# Saint-Gilles (Manche)
Pour les articles homonymes, voir Saint-Gilles.
Saint-Gilles est une commune française, située dans le département de la Manche en région Normandie, peuplée de 987 habitants.

## Géographie
La commune est en Pays saint-lois. Son bourg est à 3,5 km au nord de Canisy, à 5,5 km à l'est de Marigny et à 7 km à l'ouest de Saint-Lô.
Le village s'est construit le long de la RD 972 (ancienne RN 172) Saint-Lô - Coutances, à l'ouest de l'agglomération saint-loise.
Le point culminant (104 m) se situe en limite nord du territoire et du bourg. Le point le plus bas (12 m) correspond à la sortie du bref parcours de la Vire en bordure est du territoire. La commune est bocagère.
| Hébécrevon, Le Mesnil-Amey (par un angle), Quibou (sur quelques mètres) | Hébécrevon                         | Agneaux                    |
| Canisy                                                                  | Saint-Gilles                       | Saint-Lô                   |
| Canisy                                                                  | Canisy, Saint-Ébremond-de-Bonfossé | Saint-Ébremond-de-Bonfossé |

### Hydrographie
La commune est située dans le bassin Seine-Normandie. Elle est drainée par la Vire, la Joigne, le cours d'eau 01 de Rajon, le cours d'eau 01 du Boscq, le cours d'eau 01 du Mesnil-de-Haut, le cours d'eau 03 de la commune de Saint-Gilles, le cours d'eau 04 de la commune de Saint-Gilles, le fossé 01 de la commune de Saint-Gilles, le fossé 06 de la commune de Saint-Gilles et la Joigne,,.
La Vire, d'une longueur de 128 km, prend sa source dans la commune de Vire Normandie et se jette  dans la baie de Seine en limite d'Osmanville et de Carentan-les-Marais, après avoir traversé 27 communes. 

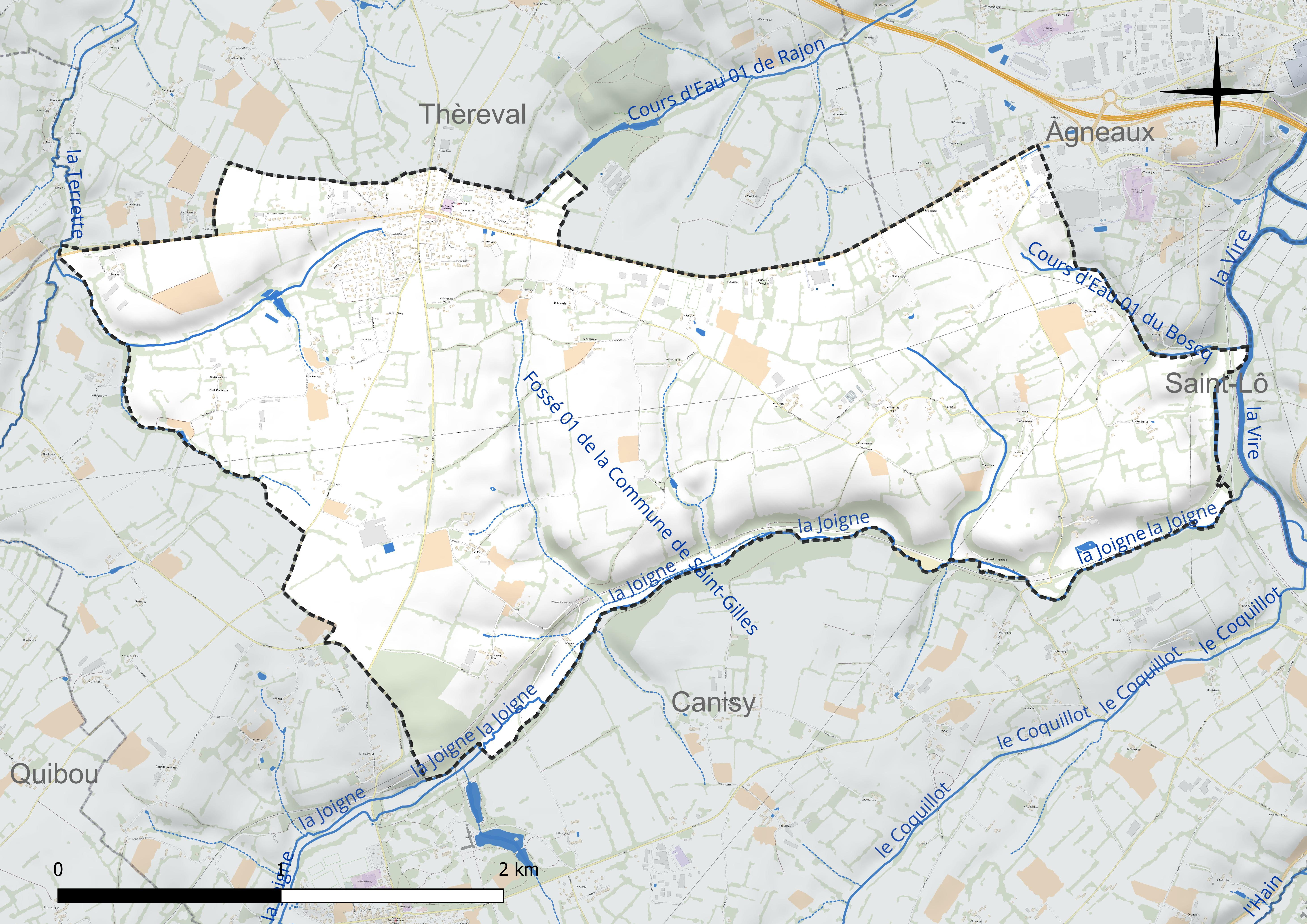
Réseau hydrographique de Saint-Gilles.

La Joigne, d'une longueur de 13 km, prend sa source dans la commune de Saint-Martin-de-Bonfossé et se jette  dans la Vire en limite de Canisy et de Saint-Lô, après avoir traversé six communes. 

### Climat
Pour des articles plus généraux, voir Climat de la Normandie et Climat de la Manche.
En 2010, le climat de la commune est de type climat océanique franc, selon une étude du CNRS s'appuyant sur une série de données couvrant la période 1971-2000. En 2020, Météo-France publie une typologie des climats de la France métropolitaine dans laquelle la commune est exposée à un climat océanique et est dans la région climatique  Normandie (Cotentin, Orne), caractérisée par une pluviométrie relativement élevée (850 mm/a) et un été frais (15,5 °C) et venté. Parallèlement le GIEC normand, un groupe régional d’experts sur le climat, différencie quant à lui, dans une étude de 2020, trois grands types de climats pour la région Normandie, nuancés à une échelle plus fine par les facteurs géographiques locaux. La commune est, selon ce zonage, exposée à un « climat contrasté des collines », correspondant au Bocage normand, bien arrosé, voire très arrosé sur les reliefs les plus exposés au flux d’ouest, et frais en raison de l’altitude.
Pour la période 1971-2000, la température annuelle moyenne est de 10,6 °C, avec une amplitude thermique annuelle de 11,7 °C. Le cumul annuel moyen de précipitations est de 1 023 mm, avec 14,2 jours de précipitations en janvier et 8,5 jours en juillet. Pour la période 1991-2020, la température moyenne annuelle observée sur la station météorologique la plus proche, située sur la commune de Cerisy-la-Salle à 12 km à vol d'oiseau, est de 11,5 °C et le cumul annuel moyen de précipitations est de 1 112,5 mm,. Pour l'avenir, les paramètres climatiques de la commune estimés pour 2050 selon différents scénarios d’émission de gaz à effet de serre sont consultables sur un site dédié publié par Météo-France en novembre 2022.

## Urbanisme

### Typologie
Au 1er janvier 2024, Saint-Gilles est catégorisée bourg rural, selon la nouvelle grille communale de densité à sept niveaux définie par l'Insee en 2022.
Elle est située hors unité urbaine. Par ailleurs la commune fait partie de l'aire d'attraction de Saint-Lô, dont elle est une commune de la couronne,. Cette aire, qui regroupe 63 communes, est catégorisée dans les aires de 50 000 à moins de 200 000 habitants,.

### Occupation des sols
L'occupation des sols de la commune, telle qu'elle ressort de la base de données européenne d’occupation biophysique des sols Corine Land Cover (CLC), est marquée par l'importance des territoires agricoles (91,1 % en 2018), en diminution par rapport à 1990 (92,7 %). La répartition détaillée en 2018 est la suivante : prairies (73 %), zones agricoles hétérogènes (10 %), terres arables (8,1 %), zones urbanisées (4,2 %), forêts (4,1 %), zones industrielles ou commerciales et réseaux de communication (0,6 %). L'évolution de l’occupation des sols de la commune et de ses infrastructures peut être observée sur les différentes représentations cartographiques du territoire : la carte de Cassini (XVIIIe siècle), la carte d'état-major (1820-1866) et les cartes ou photos aériennes de l'IGN pour la période actuelle (1950 à aujourd'hui).

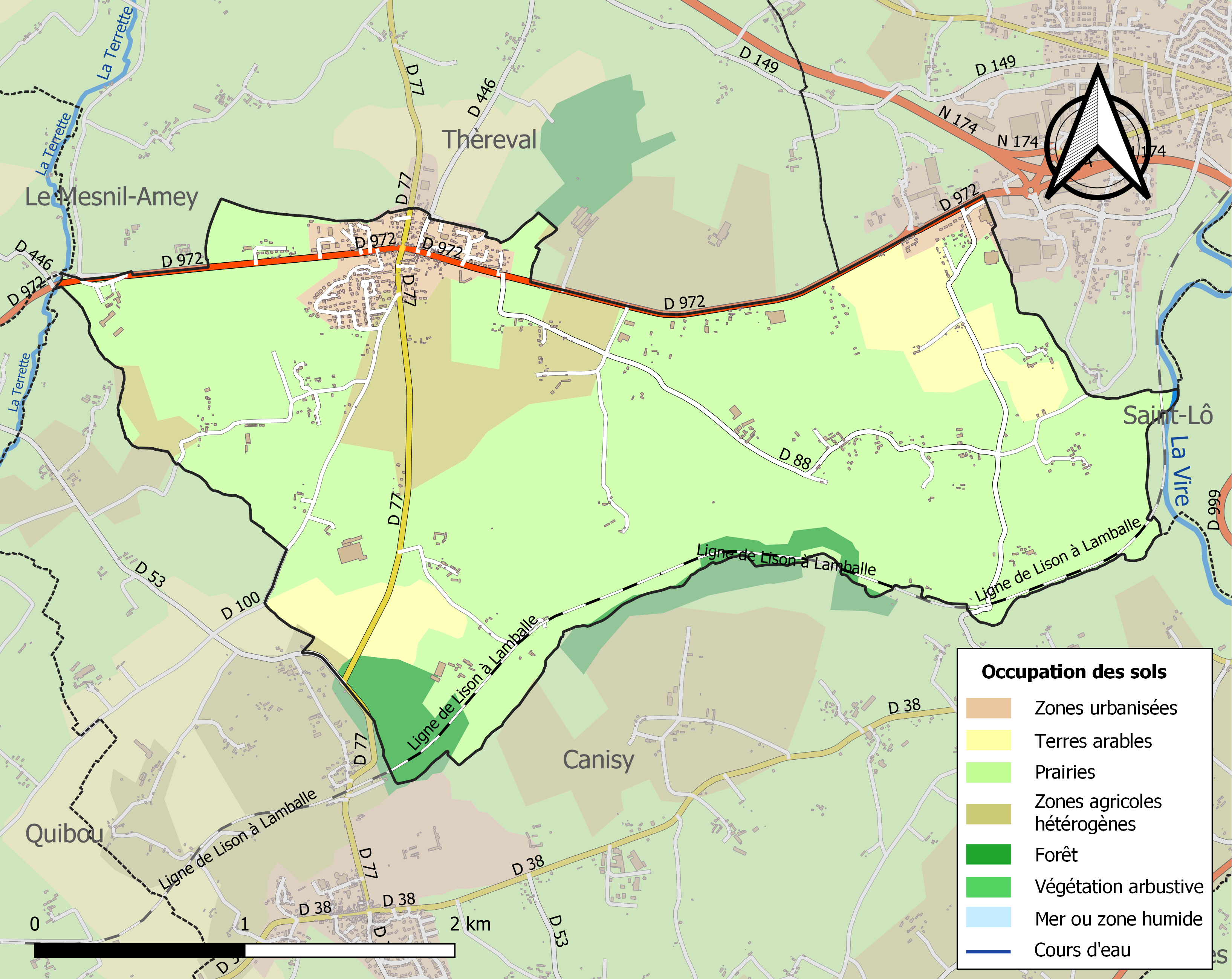
Carte des infrastructures et de l'occupation des sols de la commune en 2018 (CLC).

## Toponymie
La forme S. Egidius est attestée en 1056.
L'hagiotoponyme Saint-Gilles fait référence à Gilles l'Ermite qui, chaque année au 1er septembre, faisait l'objet d'un pèlerinage à Anceaumeville pour la guérison des enfants dont les pas demeuraient chancelants.
Le gentilé est Saint-Gillais.

## Histoire
Le premier seigneur connu de la paroisse est un certain Raoul de Saint-Gilles (Radulfus de Sancto Egidio) qui vivait en 1145 et est à l'origine d'une longue lignée.
Louis XI (1423-1483) fonda en 1476 une collégiale à Saint-Gilles, à laquelle il donna un cerf de cire pesant 140 livres et affecta 1 500 livres de rente. De nombreux seigneurs de la région abondèrent à la donation.
Le village est détruit en 1944.

## Politique et administration
| Période                                  | Période   | Identité           | Étiquette | Qualité     |
| ---------------------------------------- | --------- | ------------------ | --------- | ----------- |
| avant 1988                               | 1995      | René Chaplet       |           |             |
| 1995                                     | mars 2001 | Jean Gorrégués     |           |             |
| mars 2001                                | mars 2008 | Daniel Burnouf     |           |             |
| mars 2008                                | En cours  | Jean-Luc Lerouxel. | SE        | Agriculteur |
| Les données manquantes sont à compléter. |           |                    |           |             |

Le conseil municipal est composé de quinze membres dont le maire et trois adjoints.

## Démographie
L'évolution du nombre d'habitants est connue à travers les recensements de la population effectués dans la commune depuis 1793. Pour les communes de moins de 10 000 habitants, une enquête de recensement portant sur toute la population est réalisée tous les cinq ans, les populations de référence des années intermédiaires étant quant à elles estimées par interpolation ou extrapolation. Pour la commune, le premier recensement exhaustif entrant dans le cadre du nouveau dispositif a été réalisé en 2005.
En 2022, la commune comptait 987 habitants, en évolution de +9,18 % par rapport à 2016 (Manche : −0,31 %, France hors Mayotte : +2,11 %).
| 1793 | 1800 | 1806 | 1821 | 1831 | 1836 | 1841 | 1846 | 1851 |
| ---- | ---- | ---- | ---- | ---- | ---- | ---- | ---- | ---- |
| 569  | 568  | 662  | 671  | 606  | 618  | 578  | 585  | 547  |

| 1856 | 1861 | 1866 | 1872 | 1876 | 1881 | 1886 | 1891 | 1896 |
| ---- | ---- | ---- | ---- | ---- | ---- | ---- | ---- | ---- |
| 617  | 591  | 590  | 604  | 603  | 574  | 559  | 531  | 517  |

| 1901 | 1906 | 1911 | 1921 | 1926 | 1931 | 1936 | 1946 | 1954 |
| ---- | ---- | ---- | ---- | ---- | ---- | ---- | ---- | ---- |
| 507  | 485  | 502  | 435  | 457  | 452  | 432  | 454  | 539  |

| 1962 | 1968 | 1975 | 1982 | 1990 | 1999 | 2005 | 2006 | 2010 |
| ---- | ---- | ---- | ---- | ---- | ---- | ---- | ---- | ---- |
| 519  | 490  | 513  | 610  | 676  | 785  | 827  | 859  | 903  |

| 2015 | 2020 | 2022 | - | - | - | - | - | - |
| ---- | ---- | ---- | - | - | - | - | - | - |
| 871  | 978  | 987  | - | - | - | - | - | - |

## Économie
Le territoire accueille la zone artisanale les Forges.

## Culture locale et patrimoine

### Lieux et monuments

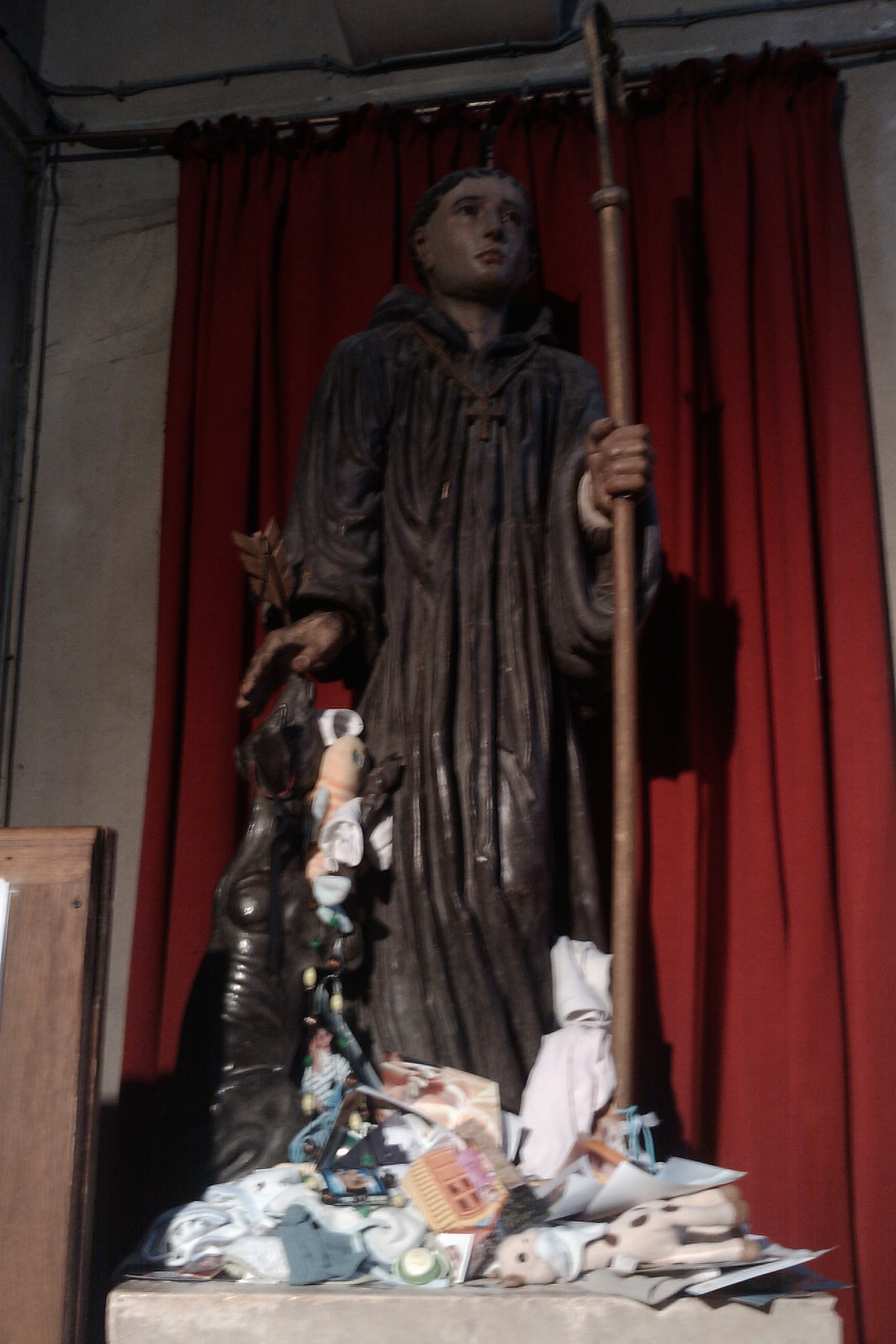
La statue de saint Gilles.

- Église Saint-Gilles (XIIIe – XXe siècles) d'origine romane, avec des pierres placées en épi dans la nef . La tour est du XIIe siècle et le reste de l'église du XIIIe siècle. L'église a été restaurée tout en conservant son style XIIIe en 1957 avec en particulier un nouvel ensemble de vitraux du peintre Maurice Rocher réalisés par l'atelier Barillet. Une statue de saint Gilles et sa biche, en bois polychromé, y est vénérée et le lieu attirait autrefois de très nombreux pèlerins[37]. Le saint est en effet invoqué pour la guérison des frayeurs nocturnes des enfants, convulsions, angoisses ou dépressions nerveuses[37]. Les pèlerins déposent au pied de la statue des linges, photos, peluches et invocations écrites, témoignages de foi ou gratitude[37].
- Château de Joigne en Saint Gilles (XIXe siècle).
- Partie du domaine de Canisy.

### Activités et manifestations
Tous les premiers dimanches de septembre a lieu la fête Saint-Gilles : messe, vide-greniers, fanfare, restauration sur place…

### Héraldique
| Blason de Saint-Gilles | Blason  | D'azur au cerf passant d'argent ; au chef cousu* de gueules chargé d'un léopard d'or, armé et lampassé d'azur. |
| Blason de Saint-Gilles | Détails | Le léopard d'or sur champ de gueules rappelle les armes de la Normandie * Ces armes emploient le terme « cousu » dans le seul but de contrevenir à la règle de contrariété des couleurs : elles sont fautives : gueules sur azur. Le statut officiel du blason reste à déterminer. |